# ガンヴィク
 ガンヴィク（ノルウェー語: Gamvik）は、ノルウェーのフィンマルク県にある基礎自治体。1913年7月1日にターナから分かれた。
ノールヒン半島の東部から成る。半島の先端、ノールヒン岬はヨーロッパ大陸本土の最北端である。また、ガンヴィク村近郊のスレットネス灯台はヨーロッパ本土で最北端の灯台である。最大の村は行政の中心地でもあるメハムン村（約700人）で、空港やフッティルーテンの沿岸急行船が寄港する港がある。

## 基礎情報

### 地名
地名は古ノルド語に由来するものと考えられている。初めのgangrは道、後のvikは入り江の意味である。

### 紋章
現在の紋章は1990年9月28日に国王の認可を得た。赤地に漁業の重要性を示す黄色の釣り針が3つ、斜めに描かれている。

## 歴史

### 1982年の墜落事故
1982年3月12日、ヴィデロー航空のツイン・オッター（登録番号LN-BNK）がメハムン村近海に墜落し、乗組員の15人全員が死亡した。これまで20年にわたって4度の調査が行われたが、この事件は依然としてノルウェー国内で物議を醸している。

## 鳥類相
北部のスレットネス灯台周辺では多くの鳥が見られ、バードウォッチングが楽しめる。同地域は自然保護区に指定されており、鳥類の観測所も設けられている。